# عرعر سوري
العرعر السوري أو الدّّفْران أو الشَّرْبين أو العِدريش نوع نباتي شجري من جنس العرعر يتبع الفصيلة السروية. ينتشر في المشرق العربي وتركيا وجنوب اليونان.